# Physocolea pyriformis
Physocolea pyriformis là một loài Rêu trong họ Lejeuneaceae. Loài này được (Lindenb. & Gottsche) Stephani miêu tả khoa học đầu tiên năm 1916.